# Hermann von Schaetzel
Heinrich Ernst Ludwig Hermann von Schaetzel (* 28. August 1814 in Kolberg; † 6. Januar 1892 in Berlin) war ein preußischer Generalmajor und Direktor der Gewehrfabrik in Spandau.

## Leben

### Herkunft
Hermann war ein Sohn des Landrats Karl von Schaetzel (* 1794) und dessen Ehefrau Julie, geborene Schick (* um 1790). Seine Mutter war eine Opernsängerin und auch seine Schwester Pauline (1811–1882) war eine bekannte Sängerin.

### Militärkarriere
Nach dem Besuch des Gymnasiums zum Grauen Kloster und des Friedrich-Wilhelm-Gymnasiums in Berlin trat Schaetzel am 1. April 1833 als Dreijährig-Freiwilliger in das 12. Infanterie-Regiment der Preußischen Armee ein. Dort wurde er am 6. Oktober 1833 zum Portepeefähnrich befördert und am 10. Januar 1835 in das Kaiser Alexander Grenadier-Regiment versetzt. Unter Beförderung zum Sekondeleutnant wurde er am 1. Mai 1835 dem Regiment aggregiert und am 10. Mai 1836 einrangiert. 1842 erfolgte seine Kommandierung zum Garde-Reserve-Bataillon. Daran schlossen sich Kommandierungen von Juni 1843 bis März 1844 zur Gewehr-Revisions-Kommission in Potsdam und ab 1. Januar 1845 zur Gewehr-Revisions-Kommission in Suhl an. Im Mai 1846 war Schaetzel zur Aufsicht über die Umänderungsarbeiten von Exerziergewehren in Berlin beauftragt. Am 13. Mai 1848 kommandierte man ihn zur Dienstleistung in die Artillerie-Abteilung des Kriegsministeriums. In dieser Eigenschaft avancierte Schaetzel Mitte September 1848 zum Premierleutnant und am 7. Dezember 1850 wurde er dem Kriegsministerium aggregiert.
Mitte April 1852 stieg Schaetzel zum Hauptmann auf und wurde am 8. Februar 1853 unter Stellung à la suite des Kriegsministeriums zum Präses der Gewehr-Revisions-Kommission in Sömmerda ernannt. Mit der Beförderung zum Major wurde er am 26. Juli 1856 unter Beibehaltung der Uniform des Kriegsministeriums zu den Offizieren von der Armee versetzt und am 24. Dezember 1858 zum Direktor der Gewehrfabrik in Spandau ernannt. In dieser Stellung avancierte Schaetzel bis Mitte Februar 1866 zum Oberst und erhielt im April 1867 das Kommandeurkreuz II. Klasse des Ordens vom Zähringer Löwen sowie Mitte Januar 1868 den Kronen-Orden III. Klasse. In Anerkennung seiner außerordentlichen Leistungen bei der Herstellung verbesserter Modelle von Zündnadelgewehren wurden ihm am 17. März 1870 die Kompetenzen und Gebührnisse eines Regimentskommandeurs bewilligt. Schaetzel erhielt am 26. Juli 1870 den Charakter als Generalmajor und anlässlich des Ordensfestes zeichnete ihn Kaiser Wilhelm I. im Januar 1875 mit dem Roten Adlerorden II. Klasse mit Eichenlaub aus. Mit Pension wurde ihm am 9. Dezember 1875 der Abschied bewilligt, bevor er eine Wochen später mit Pension zur Disposition gestellt wurde.
Er starb am 6. Januar 1892 in Berlin wurde am 10. Januar 1892 auf dem Garnisonfriedhof beigesetzt.

### Familie
Schaetzel heiratete am 6. Februar 1849 in Berlin Helene von Arenstorff (1821–1898), eine Tochter des Georg von Arensdorff (1785–1822), Herr auf Krümmel.